# Pseudoniphargus eborarius
Pseudoniphargus eborarius is een vlokreeftensoort uit de familie van de Allocrangonyctidae. De wetenschappelijke naam van de soort is voor het eerst geldig gepubliceerd in 1986 door Notenboom.